# Walk On (chanson)
Pour les articles homonymes, voir Walk On.
Singles de U2
Elevation
(2001) Electrical Storm
(2002)
Walk On est une chanson du groupe de rock irlandais U2, sortie le 20 février 2001. C'est le 4e et dernier single de leur dixième album All That You Can't Leave Behind (à l'exception du Canada où c'est le 2e single). Appuyée par une mélodie de guitare entraînante (l'une des meilleures de The Edge sur les années 2000), cette chanson a été écrite en hommage à Aung San Suu Kyi, une opposante a la dictature birmane.  

La chanson a accédé à la 1e place du classement des ventes au Canada et au Portugal (5e au Royaume-Uni), ce qui fait de Walk On le quatrième single de All That You Can't Leave Behind  à avoir été N°1 dans au moins un pays. Le morceau remporte le Grammy Award de l'enregistrement de l'année en 2002.                                    

## Historique
Inspiré par le sort de l'opposante et prisonnière politique birmane Aung San Suu Kyi (elle fut libérée en 2010), Walk On évoque la force nécessaire pour concéder un immense sacrifice au nom d'une cause. C'est une partie de son introduction parlée qui fournit à U2 le titre de l'un de ses albums les plus inspirés : « And love is not the easy thing/The only baggage you can bring/ Is all you can't leave behind »). « C'est un mantra, vraiment, un bûcher des vanités », précise Bono. « Quoi que tu désires plus que l'amour, il doit filer ». La chanson a été interdite en Birmanie.

## Controverse
En 2017, la chanson a pris un nouveau sens après le silence de Aung San Suu Kyi sur le massacre des musulmans rohingyas. Bono a déclaré avoir été « écœuré » par la position de Aung San Suu Kyi sur la question, le groupe a publié un communiqué condamnant ses actions, et les interprétations suivantes de Walk On ont plutôt dédié la chanson aux musulmans rohingyas.

## Clips
Walk On possède deux clips différents : une version internationale, filmée en Rio de Janeiro en novembre 2000 et réalisée par Jonas Åkerlund, et une version américaine, filmée à Londres en février 2001 et réalisée par Liz Friedlander. Elles figurent toutes deux sur le DVD U218 Videos.

## Liste des titres
| 1. | Walk On (edit)                       | Bono | U2 | 4:23 |
| 2. | Beautiful Day (Live au Farmclub.com) | Bono | U2 | 4:45 |
| 3. | New York (Live au Farmclub.com)      | Bono | U2 | 5:59 |

| 1. | Walk On (edit)                            | 4:23 |
| 2. | Big Girls are Best                        | 3:34 |
| 3. | Beautiful Day (Quincey and Sonance Remix) | 7:56 |

| 1. | Walk On (version clip)                         | Bono           | U2 | 4:29 |
| 2. | Where the Streets Have No Name (Live à Boston) | Bono           | U2 | 6:02 |
| 3. | Stay (Faraway, So Close!) (Live à Toronto)     | Bono           | U2 | 5:39 |
| 4. | Gone (Live à Boston) (titre bonus australien)  | Bono, The Edge | U2 | 5:04 |

| 1. | Walk On (version single)                                    | Bono           | U2 | 4:11 |
| 2. | Stuck in a Moment You Can't Get Out Of (version acoustique) | Bono, The Edge | U2 | 3:42 |
| 3. | Stuck in a Moment You Can't Get Out Of (clip)               | Bono, The Edge | U2 | 4:36 |
| 4. | Elevation (The Vandit Club Mix) (titre bonus australien)    | Bono           | U2 | 8:54 |

| 1. | Walk On (version clip)                                      | Bono           | U2 | 4:28 |
| 2. | Stuck in a Moment You Can't Get Out Of (version acoustique) | Bono, The Edge | U2 | 3:42 |

| 1. | Walk On (version single)                               | Bono | U2 | 4:11 |
| 2. | 4 x 30 s Clips du DVD Elevation 2001: Live from Boston |      |    | 2:01 |
| 3. | Walk On (clip)                                         | Bono | U2 | 4:54 |

## Classements
| Chart                                                          | Meilleure position |
| -------------------------------------------------------------- | ------------------ |
| Irlande - Irish Singles Chart                                  | 7                  |
| Australie - ARIA Charts                                        | 9                  |
| Autriche - Ö3 Austria Top 40                                   | 33                 |
| Belgique (Région flamande) - Ultratop 50                       | 6                  |
| Belgique (Région wallonne et Bruxelles-Capitale) - Ultratop 40 | 3                  |
| Canada (Canadian Singles Chart)                                | 1                  |
| Danemark - Tracklisten Top-40                                  | 12                 |
| Pays-Bas - MegaCharts Top 100                                  | 8                  |
| Finlande                                                       | 16                 |
| France - SNEP                                                  | 81                 |
| Allemagne - Media Control Charts Top 100                       | 54                 |
| Norvège - VG-lista                                             | 17                 |
| Portugal (Billboard)                                           | 1                  |
| Suède Hitlistan                                                | 55                 |
| Suisse - SwissCharts                                           | 48                 |
| Royaume-Uni - UK Singles Chart                                 | 5                  |
| États-Unis - Billboard Adult Top 40                            | 21                 |
| États-Unis - Billboard Mainstream Rock Tracks                  | 19                 |
| États-Unis - Billboard Modern Rock Tracks                      | 10                 |